# 1785 na literatura

## Nascimentos
| Data         | Nome               | Profissão | Nacionalidade | Observações | Ref |
| ------------ | ------------------ | --------- | ------------- | ----------- | --- |
| 7 de Março   | Alessandro Manzoni | escritor  | Itália        | m. 1873     |     |
| 15 de Agosto | Thomas de Quincey  | escritor  | Inglaterra    | m. 1859     |     |

## Mortes
| Data | Nome | Profissão | Nacionalidade | Observações | Ref |
| ---- | ---- | --------- | ------------- | ----------- | --- |